# Раде Личина
Раде Личина (Мостар, 20. октобар 1913 — Котор Варош, 19. фебруар 1942) био је учесник Народноослободилачке борбе и народни херој Југославије.

## Биографија
Рођен је 1913. године у Мостару, у чиновничкој породици. Одрастао је и школовао се у Бањалуци. Похађао је гимназију управо у време када су бањалучки комунисти под ударцима режима Шестојануарске диктатуре доживели своју највећу кризу. Упркос томе, ћелија КПЈ у бањалучкој гимназији и даље је била активна у агитацији. Личина је у то време прихватио идеје марксизма, а након обнављања партијских ћелија у Бањалуци постао је један од активиста у омладинским организацијама.
После завршене гимназије, наставио је школовање на Београдском универзитету, али је и даље био активан у Бањалуци. Године 1935. био је примљен у Савез комунистичке омладине Југославије, а већ идуће године постао је члан Комунистичке партије Југославије. Био је члан Месног комитета СКОЈ-а, који је формиран у другој половини 1939. године. Био је активан у „КАБ“-у, „Пелагићу“ и ФК „Борцу“ и у тим друштвима спроводио директиве КПЈ. Једна од њих било је разбијање збора Димитрија Љотића непосредно пред децембарске изборе 1938. године. Том је приликом био повређен, ухапшен и осуђен на 15 дана затвора.
Након капитулације Југославије и успоставе НДХ, Личину су ухапсиле усташе у мају 1941. године. У затвору је остао до краја јуна. Тада су га усташе пустиле из затвора с намером да открију остале чланове партијске организације. То им није успело, јер је Месни комитет био обавештен о њиховим намерама. Личина је био упућен на терен југоисточно од Бањалуке, с већом групом комуниста, да учествује ју организовању оружаног устанка у централној Босни.
Када је 28. августа 1941. формиран Штаб Прве чете за Босанску крајину, Раде је био постављен за командира Другог одреда, који је изводио акције на сектору Врбања–Јошавка, и даље на простору од горњег тока реке Укрине па све до планине Влашића.
Под његовом командом изведено је много успешних акција на комуникацијама Бањалука–Котор Варош и Масловаре–Теслић. Када је формиран Трећи крајишки партизански одред, Раде је постао политички комесар његовог Петог батаљона. Када је 6. фебруара формиран Четврти крајишки партизански одред, Личина је био изабран за његовог политичког комесара.
Почетком 1942. године, скоро је цела централна Босна била ослобођена, а Немци и усташе су држали само неколико упоришта. Штаб Четвртог крајишког одреда имао је у плану да и њих ускоро ликвидира. Најјаче упориште, пред Бањалуке, налазило се у Котор Вароши. Радов одред напао је 19. фебруара град и сабио усташе у сам центар, али су четници Лазе Тешановића дали усташама тачне податке о правцима надирања партизана. Одред је у борбама имао велике губитке, због чега је Раде одлучио да издвоји вод најодважнијих бораца и с њим кренуо у јуриш на усташке бункере. Усташе су митраљезима побили цео вод.
Указом Председништва Антифашистичког већа народног ослобођења Југославије (АВНОЈ) 26. јула 1945. постхумно је одликован Орденом заслуга за народ другог реда. Указом Президијума Народне скупштине Федеративне Народне Републике Југославије, 20. децембра 1951. године, проглашен је за народног хероја.